# Rafael Orozco
Rafael Orozco (Rafael Orozco Flores) (n. 24 ianuarie 1946, Córdoba, Andaluzia, Spania – d. 24 aprilie 1996, Roma, Italia) a fost un pianist spaniol. Orozco a fost unul din cei mai mari pianiști concertiști spanioli.
Rafael Orozco provine dintr-o familie de muzicieni. Primii lui profesori au fost José Cubiles și Alexis Weissenberg. Și-a început cariera de pianist concertist după ce a câștigat premiul I în 1966 la concursul Leeds International Piano Competition din Marea Britanie. Mari muzicieni ca Herbert von Karajan, Carlo Maria Giulini sau Daniel Barenboim au apreciat interpretarea sa pianistică de excepție.
A avut un repertoriu larg în care s-au regăsit lucrări de Franz Liszt, Franz Schubert, Frederic Chopin, Manuel de Falla, Serghei Rahmaninov și Isaac Albéniz. A susținut recitaluri pe cinci continente și a concertat împreună cu cele mai mari orchestre, printre care cele din Berlin, Viena, Paris, Londra, Cleveland, Chicago, New York, Philadelphia și Los Angeles. A fost prezent pe scenele festivalurilor muzicale din Berlin, Edinburg, Praga, Spoletto, Santander, Osaka și Adelburgh.
Dintre înregistrările sale merită ascultate Iberia de Isaac Albéniz și studiile op.10 și op.25 de Frederic Chopin.
În 1986 Orozco a fost decorat cu Medalia de Aur a orașului Cordoba și cu titlul de Hijo Predilecto al aceluiași oraș.
Conservatorul de muzică din Cordoba îi poartă numele.